# Dave Allen (komik)
Dave Allen, właśc. David Edward Tynan O’Mahony (ur. 6 lipca 1936 w Tallaght, zm. 10 marca 2005 w Londynie) – irlandzki komik, popularna postać telewizji brytyjskiej w latach 70.

## Życiorys

### Wczesne lata
Najmłodszy z trzech synów Gerarda Johna Cullena Tynana O’Mahony, dziennikarza i wydawcy gazety „Irish Times” oraz Jean Ballantyne (z d. Archer), pielęgniarki urodzonej w Anglii.  Początkowo kształcił się w szkole klasztornej w dzielnicy Beaumont w Dublinie, prowadzonej przez siostry Loreto, które zapamiętał jako „gestapo w przebraniu”, potem poszedł do szkoły w Firhouse. Przez pewien okres podczas II wojny światowej mieszkał z matką i braćmi w Keenagh w hrabstwie Longford (1941–1943), dokąd udali się w obawie, że Dublin może stać się celem nalotów i tam uczęszczał do lokalnej szkoły. Po powrocie do Dublina rozpoczął naukę w Terenure College, prowadzonym przez ojców karmelitów, który Allen wspominał równie źle jak szkołę prowadzoną przez siostry zakonne. Jego wspomnienia z późniejszego życia często skupiały się na wspomnieniach częstych i sadystycznych kar cielesnych oraz ostrzeżeniach księży, że seksualność mężczyzn w okresie dorastania jest narzędziem szatana prowadzącym prosto do piekła. Niechęć Allena do tych metod ukształtowała na całe życie jego jawny ateizm.
17 kwietnia 1948 r. zmarł ojciec Allena, z którym był mocno związany. Alkoholizm i hazard ojca spowodowało poważne zadłużenie rodziny. Mimo pomocy przyjaciół dziennikarzy starsi bracia Allena musieli porzucić szkołę i pracować jako dziennikarze, aby utrzymać rodzinę. Allen często wagarował, odwiedzając muzea i galerie sztuki (rysowanie i malowanie były jego ulubionymi zajęciami). Wyrzucony z Terenure College, przez krótki czas uczęszczał do Catholic University School, prowadzonej przez ojców marianistów.

### Kariera
Dave jako 16-latek porzucił szkołę i podjął pracę w Irish Independent a od 1954 w Drogheda Argus. Po kilku latach przeniósł się do Londynu; wykonywał różne prace, wreszcie zajął się prowadzeniem imprez muzycznych. Pozyskując agenta, został zawodowym komikiem, przyjmując pseudonim sceniczny Dave Allen (rzekomo dlatego, że angielska publiczność miała trudności z wymówieniem O’Mahony). Początkowo pracował w niskiej klasy rozrywkowych klubach. W 1959 prowadził w telewizji BBC program New Faces dla młodych talentów. W latach 1962-63 odbył jako konferansjer tournée z Helen Shapiro, do której w ostatnim roku dołączył zespół supportujący The Beatles. W tym okresie Allen wzorował się na amerykańskich komikach stand-upowych, takich jak Jerry Lewis. W 1963 występując jako support dla piosenkarki Helen Traubel w australijskich klubach nocnych, Allen poza sceną często opowiadał jej o swoim dzieciństwie. Traubel zasugerowała żeby włączył ten materiał do swoich wystąpień. Po występach w Melbourne i Sydney Allen został gospodarzem program Tonight with Dave Allen, który stał się wtenczas jednym z najpopularniejszych programów australijskiej telewizji.
Po powrocie do Wielkiej Brytanii w grudniu 1964 r. związał się z telewizją ITV (Independent Television). Współpracował z programami The Blackpool Show, Val Parnell's Sunday Night, The Val Doonican Show, Sunday night at the London Palladium. Po występach w programie The Val Doonican (1965–1967), otrzymał swój pierwszy samodzielny program Tonight with Dave Allen (1967) w ITV, będący mieszanką szkiców z monologami, dzięki którym stał się najbardziej znany. W 1969 przeszedł do BBC, gdzie prowadził kolejno The Dave Allen show (1968–9) i Dave Allen at large (1971–9). W latach 70. i 80. odbył tournée po Wielkiej Brytanii, Australii, Nowej Zelandii i USA z jednoosobowym przedstawieniem An evening with Dave Allen.
Podejście do tematyki seksu i religii reprezentowane przez Allena było przedmiotem częstych kontrowersji. Częstymi celami byli księża i konfesjonał. W 1975 r. wywołał powszechne protesty katolików w związku ze skeczem, w którym papież (w tej roli sam Allen) i jego kardynałowie wykonują striptiz na schodach bazyliki św. Piotra. W 1977 roku występy Allena zostały zakazane w RTÉ (choć podczas tournee po Irlandii w październiku 1979 roku pojawił się w programie Late late show, zaraz po wizycie papieża Jana Pawła II w Irlandii). W 1984 r. brytyjska działaczka Mary Whitehouse formalnie poskarżyła się na jego występ w telewizji, ze szczególnym odniesieniem do humorystycznej relacji z rozmowy po stosunku, określając Dave’a jako "obraźliwego, nieprzyzwoitego i zawstydzającego".
Allen występował także na scenie teatralnej, m.in. w sztukach Edny O’Brien A pagan place (1972) i Flesh and blood (1985), w podwójnej roli Kapitana Haka i pana Darlinga w przedstawieniu Piotruś Pan (1973), oraz w sztuce telewizyjnej Alana Bennetta One fine day (1979). Zagrał drugoplanową rolę w australijskiej komedii Squeeze a flower (1970). Zrealizował także kilka filmów dokumentalnych, m.in. Dave Allen in the melting pot (1969); badając życie w Nowym Jorku, poruszał tematy rasizmu i narkomanii oraz przeprowadził jeden z pierwszych wywiadów telewizyjnych z otwarcie homoseksualnymi mężczyznami. Inne filmy dokumentalne dla ITV to Dave Allen in search of the great English eccentric (1974), Eccentrics at Play (1974) i Dave Allen (1978). Opublikował antologię horrorów A little night reading (1974). Po 1990 prowadził w BBC1 sześcioodcinkowy program Dave Allen.
W 1993 roku Allen pojawił się w sześcioczęściowym serialu dla nowej franczyzy ITV London, Carlton. Następnie z powodu problemów zdrowotnych przeszedł na częściową emeryturę. W 1998 wystąpił w sześcioodcinkowym serialu BBC opartym na jego starym materiale, The unique Dave Allen. Po ostatnim występie w BBC Radio 4 w 1999 roku przeszedł na emeryturę i poświęcił się swojemu hobby jako malarz amator.
Wytworzył specyficzny styl programu komediowego, opartego na swobodnych wypowiedziach, wypowiadanych przez siedzącego na wysokim krześle Allena, często z rzekomym kieliszkiem whisky (w rzeczywistości było to piwo imbirowe) lub papierosem, rozmyślając nad dziwactwami życia i często wyrażając swoją podejrzliwość wobec autorytetów. W dzieciństwie Allen stracił w wypadku pół palca lewej ręki. Stało się to ulubionym tematem jego programów. Chętnie żartował na temat Kościoła katolickiego. Jego charakterystyczne pożegnalne zdanie brzmiało: „Dobranoc i niech twój Bóg idzie z tobą”. Styl ten przejęło później wielu brytyjskich artystów telewizyjnych, m.in. Mark Thomas.
W 1996 roku otrzymał nagrodę British Comedy Awards za całokształt twórczości.

## Życie prywatne
Babka Dave’a Allena ze strony ojca, Nora Tynan O’Mahony, była poetką i  pierwszą redaktorką felietonów kobiecych w Freeman's Journal.
Dave Allen miał dwóch starszych braci. Peter Cullen Tynan (ur. 1930, zm. 5 grudnia 2000) zrobił karierę w Irish Times; John Robert (ur. 1933) zmarł w styczniu 1986 r.
9 marca 1964 r. poślubił w Australii angielską aktorkę Judith Stott, rozwódkę z synem Jonathanem. Mieli dwoje dzieci, córkę Jane (ur. 1965) i syna Edwarda Jamesa Tynan O’Mahony (ur. 1968, znany później jako komik Ed Allen). Po separacji w 1980 r. para rozwiodła się w 1983 r. 9 grudnia 2003 r. ożenił się z Karin Stark, producentką teatralną. Ich jedyny syn, Cullen, urodził się trzy tygodnie po śmierci Allena.
Dave Allen zmarł 10 marca 2005 r. w Kensington w Londynie. Wybór jego opowieści, stand-upów, szkiców, wywiadów i zdjęć, pod redakcją Grahama McCanna, został opublikowany pośmiertnie w The Essential Dave Allen.